# Зубрицька Марія Олексіївна
Марі́я Олексі́ївна Зубри́цька (13 жовтня 1957, с. Корчин, Сколівський район, Львівська область) — українська літературознавиця, перекладачка.
Кандидат філологічних наук (1991). Проректор Львівського національного університету ім. І.Франка (1999-2019). З 2019 року помічник ректора Львівського національного університету ім. І.Франка з міжнародної проектної діяльності.

## Біографія
1980 — закінчила Львівський політехнічний інститут.
1980-1984 — працювала у Львівській філії ін-ту ДІПроМіст [Архівовано 13 червня 2013 у Wayback Machine.].
1989 — закінчила філологічний факультет Львівського національного університету імені Івана Франка.
У листопаді 1991 року захистила кандидатську дисертацію «Творчість Лесі Українки в літературознавчих дослідженнях неокласиків».
1991-1996 — Львівське відділення Інституту літератури ім. Тараса Шевченка НАН України.
1993-1994 — викладала історію української літератури для студентів кафедри україністики Ягеллонського університету (Краків, Польща).
1995 — як стипендіатка Програми Фулбрайта читала лекції з історії української культури в Університеті штату Пенсильванія (Penn State University, State College, USA).
1996 — викладала літературознавчі авторські курси у Національному університеті «Києво-Могилянська Академія».
1996-1998 — директор Центру гуманітарних досліджень Львівського державного університету імені Івана Франка.
1999-2019 — проректор Львівського національного університету імені Івана Франка, доцент кафедри теорії літератури та порівняльного літературознавства філологічного факультету (2003).
Стипендіатка 1997 року Інституту гуманітарних наук у Відні (Institut fϋr die Wissenschaften vom Menschen, Vienna, Austria).
1998-2003 — консультант Американської ради наукових товариств (ACLS, American Council for Learned Society, short-term grants in the Humanities).
2005 — Distinguished Visiting Scholar факультету гуманітарних наук Університету Монаша у Мельбурні, Австралія (School of Languages, Cultures and Linguistics, Faculty of Arts, Monash University, Melbourne, Australia).
Член редколегії журналу «Український гуманітарний огляд».
Лауреат премії імені Соломії Павличко, заснованої Американською радою наукових товариств (ACLS) 2001 року.
Нагороджена орденом княгині Ольги III ступеня (2007), медаллю Академії педагогічних наук України «Ушинський К. Д.» (2011).

## Громадська діяльність
1997-1998 — член Правління Міжнародного фонду «Відродження».
1999-2000 — голова Програмної Ради з напрямку «Освіта» Міжнародного фонду «Відродження».
2006-2010 — сенатор Українського Католицького Університету (УКУ) у Львові (спадкоємця Львівської Богословської Академії, заснованої 1929 року митрополитом Андреєм Шептицьким).
2007-2010 — асоційований член міжнародної неурядової організації Римський клуб, член української асоціації Римського клубу.
2009-2016 — член Наглядової Ради Інституту міста (м. Львів).
2009-2016 — член Ради з питань конкурентноспроможності при Львівській міській раді.

## Дослідження
Автор монографії «Homo legens: читання як соціокультурний феномен» (Львів: Літопис, 2004).
Упорядник:
- «Антології світової літературно-критичної думки ХХ століття: Слово, Знак, Дискурс» (Львів: Літопис, 1996; 2-ге доп. вид. 2002),
- антології «Ідея університету» (Львів: Літопис, 2002),
- збірника «Нова Україна і нова Європа: час зближення» (Львів: Літопис, 1997).

Лекції:
- Лекції «Сучасна українська література та її читачі» на пошану Василя та Марії Петришин в Українському дослідницькому інституті Гарвардського університету (The Vasyl and Maria Petryshyn Memorial Lectures in Ukrainian Studies, Ukrainian Research Institute, Harvard University) в липні 1999 року.
- Лекції на пошану Соломії Павличко «Соло триває — нові голоси» (Львів: Літопис, 2004).

Засновник Центру гуманітарних досліджень при Львівському національному університеті (1996).
З 1998 року започаткувала у Львівському національному університеті «Університетські діалоги» — серію зустрічей студентів, викладачів та науковців університету з відомими українськими і зарубіжними вченими та суспільними діячами — тими, хто творчо осмислює і вирішує проблеми сучасності.
Перекладає з англійської мови. У її перекладі вийшла окремою книгою праця Ганни Арендт «Становище людини» (Львів: Літопис, 1999), а також низка перекладених статей з теорії літератури і літературознавства уміщена у наукових виданнях.
У полі наукових зацікавлень Марії Зубрицької — проблеми теорії рецептивної естетики, феноменологічної критики, деконструктивізму, які розширюють можливості панорамнішого бачення літературних явищ у ширшому міждисциплінарному контексті.